# Jitka Bartoničková
Jitka Bartoničková (née le 22 décembre 1985) est une athlète tchèque spécialiste du 400 mètres. Elle mesure 1,78 m pour 59 kg.

## Biographie
Elle remporte les championnats de République tchèque d'athlétisme 2006 sur 400 mètres.

### Palmarès
| Date | Compétition                       | Lieu      | Résultat | Épreuve   | Performance   |
| ---- | --------------------------------- | --------- | -------- | --------- | ------------- |
| 2008 | Championnats du monde en salle    | Valence   | 4e       | 4 × 400 m | 3 min 34 s 53 |
| 2010 | Championnats du monde en salle    | Doha      | 2e       | 4 × 400 m | 3 min 30 s 05 |
| 2011 | Championnats d'Europe par équipes | Stockholm | 5e       | 4 × 400 m | 3 min 29 s 95 |
| 2011 | Championnats du monde             | Daegu     | 5e       | 4 × 400 m | 3 min 26 s 57 |
| 2012 | Championnats d'Europe             | Helsinki  | 3e       | 4 × 400 m | 3 min 26 s 02 |
| 2013 | Championnats d'Europe en salle    | Göteborg  | 3e       | 4 × 400 m |               |

### Records
| Épreuve    | Épreuve   | Performance | Lieu     | Date            |
| ---------- | --------- | ----------- | -------- | --------------- |
| 200 mètres | Plein air | 24 s 16     | Prague   | 5 juin 2006     |
| 400 mètres | Plein air | 52 s 91     | Göteborg | 8 août 2006     |
| 400 mètres | Salle     | 53 s 55     | Prague   | 25 février 2007 |